# Liste von Bergwerken im Landkreis Bernkastel-Wittlich

Kommunen im Landkreis Bernkastel-Wittlich.

Die Liste von Bergwerken im Landkreis Bernkastel-Wittlich umfasst Bergwerke im Landkreis Bernkastel-Wittlich, Rheinland-Pfalz. Der Bergbau in der Eifel ist seit der Eisenzeit belegt.

## Liste

### Gemeinde Morbach
| Name              | Gemeinde/Ortsteil   | Bemerkung                                                                 | Lage | Beginn     | Ende | Bild |
| ----------------- | ------------------- | ------------------------------------------------------------------------- | ---- | ---------- | ---- | ---- |
| Wederath          | Wederath            | Wederather Stollen; auf Sponheimer Talseite; 1792 mit 6 Bergleuten belegt |      | 1792 (vor) |      |      |
| Wederath-Longkamp | Wederath / Longkamp | Braunstein (Eisen, Mangan), Silber, Blei, Kupfer                          |      |            |      |      |

### Verbandsgemeinde Bernkastel-Kues
| Name                                                                                              | Ortsteil    | Bergrevier       | Beginn | Ende | Teufe | Anmerkungen | Lage | Bild |
| ------------------------------------------------------------------------------------------------- | ----------- | ---------------- | ------ | ---- | ----- | --- | ---- | ---- |
| Müstert                                                                                           | Piesport?   | Trier-St. Wendel |        |      |       | Blei; benachbart zu Piesport |      |      |
| Grube Piesport alternativ: Grube Minheim Eisenstein-Bergwerk Eisenerzbergwerk Niederemmel-Minheim | Niederemmel | Bernkastel       | 1852   | 1872 |       | 986.816 Quadratlachter in den Gemarkungen Niederemmel (Piesport), Minheim und Kesten Mundlöcher in der Moselloreley, sowie in Kesten und Rondel Abbau von Blei, Kupfer, Zink | Lage |      |
| Grube Piesport alternativ: Grube Minheim Eisenstein-Bergwerk Eisenerzbergwerk Niederemmel-Minheim | Niederemmel | Bernkastel       | 1935   | 1940 |       | 986.816 Quadratlachter in den Gemarkungen Niederemmel (Piesport), Minheim und Kesten Mundlöcher in der Moselloreley, sowie in Kesten und Rondel Abbau von Blei, Kupfer, Zink | Lage |      |
| Wilhelm I                                                                                         | Kilburg     | Trier-St. Wendel |        |      |       | Blei, Kupfer |      |      |

| Name               | Stadt/Gemeinde                                      | Bemerkung | Lage | Beginn     | Ende       | Bild |
| ------------------ | --------------------------------------------------- | --- | ---- | ---------- | ---------- | ---- |
| Stollen            | Brodenbach                                          | [ 11 ] | Lage |            |            |      |
| Adolphine          | Bernkastel-Kues (VG), OG Hochscheid                 | im Wald zwischen Hochscheid und Oberkleinich befinden sich Haldenreste                                                                   |      |            |            |      |
| Annaberg           | Bernkastel-Kues, OG Monzelfeld, Wohnplatz Annenberg | Silber, Blei | Lage | 16. Jh.    | 1796       |      |
| Bleistollen        | Bernkastel-Kues, OG Monzelfeld ?                    | Silber, Blei; mehrere Gruben; auf Kurtrierischem Gebiet; auch Bleystollen genannt                                                        |      |            |            |      |
| Liebfrauenberg     | Bernkastel-Kues, OG Monzelfeld, Wohnplatz Annenberg | Blei, Silber, Kupfer; neu verliehen 1724                                                                                                 |      | 1502-06-30 | 18. Jh.    |      |
| St. Franziskusberg | Bernkastel-Kues, OG Monzelfeld, Wohnplatz Annenberg | Kupfer; drei Stollen, wobei heute nur der Obere Stollen sichtbar ist (auch Schlitzstollen genannt), Stollen befinden sich Wellersbachtal | Lage |            | 1802 (vor) |      |
| Stollen            | Bernkastel-Kues, OG Longkamp                        | Schiefer | Lage |            |            |      |
| Stollen            | Bernkastel-Kues, OG Longkamp                        | Schiefer | Lage |            |            |      |
| Stollen            | Bernkastel-Kues, OG Longkamp                        | Schiefer | Lage |            |            |      |
| Stollen            | Bernkastel-Kues, OG Longkamp                        | Schiefer | Lage |            |            |      |
| Stollen            | Bernkastel-Kues, OG Longkamp                        | Schiefer | Lage |            |            |      |
| Stollen            | Bernkastel-Kues, OG Longkamp                        | Schiefer | Lage |            |            |      |
| Stollen            | Bernkastel-Kues, OG Longkamp                        | Schiefer | Lage |            |            |      |
| Stollen            | Bernkastel-Kues, OG Longkamp                        | Schiefer | Lage |            |            |      |
| Stollen            | Bernkastel-Kues, OG Veldenz                         | Schiefer | Lage |            |            |      |
| Veldenz            | Bernkastel-Kues, OG Veldenz                         | [ 18 ] |      |            |            |      |
| Katzenberg         | Monzelfeld                                          | [ 19 ] |      | 1598 (vor) |            |      |
| Katzenpfad         | Monzelfeld                                          | Blei; heute Gewerbegebiet "Auf der Grub"                                                                                                 | Lage | 1765 (vor) |            |      |
| Bernkastel         | Bernkastel                                          | 14 Quadratkilometer und 22 Hektar groß; in den Gemeinden Bernkastel, Graach und Monzelfeld                                               |      |            |            |      |
| St. Helena         | Bernkastel-Kues                                     | 1776 Helenenstollen; 1796 neu verliehen                                                                                                  |      | 1776       |            |      |

### Verbandsgemeinde Thalfang am Erbeskopf
| Name             | Stadt/Gemeinde           | Bemerkung                                        | Lage | Beginn | Ende | Bild |
| ---------------- | ------------------------ | ------------------------------------------------ | ---- | ------ | ---- | ---- |
| Margaretha       | Thalfang, OG Neunkirchen | Kupfer, Blei                                     |      |        |      |      |
| Caroline-Auguste | Thalfang, OG Etgert      | Blei, Zink, Kupfer; verbrochenes Stollenmundloch |      |        |      |      |

### Verbandsgemeinde Traben-Trarbach
| Name        | Ortsteil     | Bergrevier       | Beginn | Ende | Teufe | Anmerkungen                                                                                               | Lage | Bild |
| ----------- | ------------ | ---------------- | ------ | ---- | ----- | --- | ---- | ---- |
| Deutschland | Hontheim     | Trier-St. Wendel |        |      |       | Kupfer; Grubenfeld bei den Ortschaften Niederscheidweiler, Hontheim, Diefenbach, Wilverscheid und Hasborn |      |      |
| Hontheim    | Hontheim     | Trier-St. Wendel |        |      |       | Kupfer; Grubenfeld im Wurzelgraben südlich von Bad Bertrich                                               |      |      |
| Neuglück    | Hontheim     | Trier-St. Wendel |        |      |       | Kupfer; Grubenfeld bei den Ortschaften Niederscheidweiler, Hontheim, Diefenbach, Wilverscheid und Hasborn |      |      |
| Preussen    | Hontheim     | Trier-St. Wendel |        |      |       | Kupfer; Grubenfeld bei den Ortschaften Niederscheidweiler, Hontheim, Diefenbach, Wilverscheid und Hasborn |      |      |
| Kondelwald  | Kinderbeuern | Coblenz          |        |      |       | Eisenglanz, Roteisenstein; bei Reil und Kinderbeuern                                                      |      |      |

| Name                           | Stadt/Gemeinde                 | Bemerkung | Lage | Beginn       | Ende       | Bild |
| ------------------------------ | ------------------------------ | --- | ---- | ------------ | ---------- | ---- |
| Kautenbach                     | Traben-Trarbach, OT Kautenbach | Blei, Kupfer, Eisen, Schwefel; vor 1740 begonnen; 1792 105 Bergleute; 1796 neu verliehen; 1820 Tiefer Kautenbacher Stollen (Grubenwässer fließen an der Ortstafel Bad Wildbad in den Kautenbach), Clara-Stollen (heute wegen austretender Grubenwässer Rote Quelle genannt); Verbindung zum Bernkasteler Tiefenbachstollen; mehrere Blindschächte (54–60 m Teufe unter Stollensohle); Förderung 1824: 6 Zentner Kupfer, 8 Zentner Blei und 20 Zentner Poch- und Schwefelkies | Lage | 15. Jh.      |            |      |
| Maria Ferdinande               | Traben-Trarbach                | [ 1 ] |      | 1727 (vor)   |            |      |
| Bernkasteler Tiefenbachstollen | Traben-Trarbach                | auf Sponheimer Talseite |      |              |            |      |
| Kaiserbrucher Stollen          | Traben-Trarbach                | auf Sponheimer Talseite |      |              |            |      |
| Eleonore                       | Traben-Trarbach, OT Kautenbach | Schwefelkies; Stollen |      | 1886         |            |      |
| Barbara                        | Traben-Trarbach                | Blei, Schwefel; 1796 neu verliehen; Förderung 1824 (Helena und Barbara-Bergwerk): 332 Zentner Blei- und Schwefelkies; auf Kurtrierischem Gebiet; im Bereich Bleistollen |      | 1796 (vor)   |            |      |
| Barbaraberg                    | Traben-Trarbach                | Blei, Kupfer |      | 1765 (vor)   |            |      |
| Moselberg                      | Traben-Trarbach, OG Lötzbeuren | Schiefer, Eisen, Kupfer | Lage |              |            |      |
| Am Brügelsgraben               | Traben-Trarbach ?              | Blei; auf Kurtrierischem Gebiet |      | 1765 (vor)   |            |      |
| Windschnur                     | Traben-Trarbach                | Blei, Kupfer; auf Kurtrierischem Gebiet |      | 1765 (vor)   |            |      |
| Stollen                        | Traben-Trarbach, OG Irmenach   | Schiefer, Eisen, Kupfer | Lage |              |            |      |
| Stollen                        | Traben-Trarbach, OG Irmenach   | Schiefer, Eisen, Kupfer | Lage |              |            |      |
| Stollen                        | Traben-Trarbach, OG Irmenach   | Schiefer, Eisen, Kupfer | Lage |              |            |      |
| Stollen                        | Traben-Trarbach, OG Lötzbeuren | Schiefer, Eisen, Kupfer | Lage |              |            |      |
| Kirchwalder Werk               | Traben-Trarbach, OG Irmenach   | Schiefer, Eisen, Kupfer, Blei, Schwefel; Stollen | Lage | 1727 (vor)   |            |      |
| Kupferlöcher                   | Traben-Trarbach, OG Eschbach   | Schiefer, Eisen, Kupfer; in der Konzession Trarbach gelegen | Lage | 1727 (vor)   |            |      |
| Stollen                        | Traben-Trarbach, OG Irmenach   | Schiefer, Eisen, Kupfer | Lage |              |            |      |
| Susanna                        | Traben-Trarbach, OG Irmenach   | Schiefer, Eisen, Kupfer; evtl. identisch mit Kirchwald; in der Konzession Trarbach gelegen | Lage |              |            |      |
| Katakombe                      | Traben-Trarbach                | Schiefer | Lage |              |            |      |
| Stollen                        | Traben-Trarbach                | Schiefer | Lage |              |            |      |
| Veilstollen                    | Traben-Trarbach                | Schiefer | Lage |              |            |      |
| Ahringshöhle                   | Traben-Trarbach                | Schiefer | Lage |              |            |      |
| Alter Bruch                    | Traben-Trarbach                | Schiefer, Eisen, Kupfer | Lage |              |            |      |
| Alter Mann                     | Traben-Trarbach                | Schiefer, Eisen, Kupfer; Stollen | Lage |              |            |      |
| Grünstollen                    | Traben-Trarbach                | Schiefer, Eisen, Kupfer | Lage |              |            |      |
| Oberer neuer Stollen           | Traben-Trarbach                | Schiefer, Eisen, Kupfer; zu Gondenau gehörig | Lage |              |            |      |
| Oberster Stollen               | Traben-Trarbach                | Schiefer, Eisen, Kupfer; zu Gondenau gehörig | Lage |              |            |      |
| Schacht Trarbach               | Traben-Trarbach                | Schiefer, Eisen, Kupfer; zu Gondenau gehörig, 185 m Teufe | Lage |              |            |      |
| Wilhelmstollen                 | Traben-Trarbach                | Schiefer, Eisen, Kupfer; zu Gondenau gehörig | Lage |              |            |      |
| Stollen                        | Traben-Trarbach                | Schiefer | Lage |              |            |      |
| Stollen                        | Traben-Trarbach                | Schiefer | Lage |              |            |      |
| Almosenrecher Werk             | Traben-Trarbach                | Schiefer, Eisen, Rotkupfer, silber; auch Im Almosenrecht genannt | Lage | 1727 (vor)   |            |      |
| Clara                          | Traben-Trarbach                | Schiefer, Eisen, Kupfer; zu Kautenbach | Lage |              |            |      |
| Dorotheenberg                  | Traben-Trarbach                | Schiefer, Eisen, Blei, Kupfer; auch als St. Dorothee bzw. Dorothea-Berg bekannt; zu Kautenbach | Lage | 1599 (vor)   |            |      |
| Drei Wies                      | Traben-Trarbach                | Schiefer, Eisen, Kupfer | Lage |              |            |      |
| Fuseler Tagesstrecke           | Traben-Trarbach                | Schiefer, Eisen, Kupfer | Lage |              |            |      |
| Kampsteiner Werk               | Traben-Trarbach                | Schiefer, Eisen, Kupfer; auch Kampstein bzw. ehemals Kampfstein genannt; 1848 neu verliehen; zu Gondenau; 25 m tiefer Schacht | Lage | 1746 (vor)   |            |      |
| Kautenbacher Stollen           | Traben-Trarbach                | Schiefer, Eisen, Kupfer; zu Kautenbach gehörig | Lage | 1727 (vor)   |            |      |
| Lehrenbrunner Werk             | Traben-Trarbach                | Schiefer, Eisen, Kupfer | Lage | 1727 (vor)   |            |      |
| Ofen (Hellbörnchen)            | Traben-Trarbach                | Schiefer, Eisen, Kupfer | Lage |              |            |      |
| Ofen                           | Traben-Trarbach                | Schiefer, Eisen, Kupfer, Blei, Silber | Lage | 1727 (vor)   |            |      |
| Stollen                        | Traben-Trarbach                | Schiefer, Eisen, Kupfer | Lage |              |            |      |
| Stollen                        | Traben-Trarbach                | Schiefer, Eisen, Kupfer | Lage |              |            |      |
| Stollen                        | Traben-Trarbach                | Schiefer, Eisen, Kupfer | Lage |              |            |      |
| Stollen                        | Traben-Trarbach                | Schiefer, Eisen, Kupfer | Lage |              |            |      |
| Stollen                        | Traben-Trarbach                | Schiefer, Eisen, Kupfer | Lage |              |            |      |
| Susanna                        | Traben-Trarbach                | Schiefer, Eisen, Kupfer | Lage | 1873         |            |      |
| Wilhelm Tagesstrecke           | Traben-Trarbach                | Schiefer, Eisen, Kupfer | Lage |              |            |      |
| Stollen                        | Traben-Trarbach                | Schiefer, Eisen, Kupfer | Lage |              |            |      |
| Stollen                        | Traben-Trarbach                | Schiefer, Eisen, Kupfer | Lage |              |            |      |
| Stollen                        | Traben-Trarbach                | Schiefer, Eisen, Kupfer | Lage |              |            |      |
| Stollen                        | Traben-Trarbach                | Schiefer, Eisen, Kupfer | Lage |              |            |      |
| Stollen                        | Traben-Trarbach                | Schiefer, Eisen, Kupfer | Lage |              |            |      |
| Stollen                        | Traben-Trarbach                | Schiefer, Eisen, Kupfer | Lage |              |            |      |
| Stollen                        | Traben-Trarbach                | Schiefer, Eisen, Kupfer | Lage |              |            |      |
| Stollen                        | Traben-Trarbach                | Schiefer, Eisen, Kupfer | Lage |              |            |      |
| Stollen                        | Traben-Trarbach                | Schiefer, Eisen, Kupfer | Lage |              |            |      |
| Stollen                        | Traben-Trarbach                | Schiefer, Eisen, Kupfer | Lage |              |            |      |
| Stollen                        | Traben-Trarbach                | Schiefer, Eisen, Kupfer | Lage |              |            |      |
| Stollen                        | Traben-Trarbach                | Schiefer, Eisen, Kupfer | Lage |              |            |      |
| Stollen                        | Traben-Trarbach                | Schiefer, Eisen, Kupfer | Lage |              |            |      |
| Stollen                        | Traben-Trarbach                | Schiefer, Eisen, Kupfer | Lage |              |            |      |
| Stollen                        | Traben-Trarbach                | Schiefer, Eisen, Kupfer | Lage |              |            |      |
| Stollen                        | Traben-Trarbach                | Schiefer, Eisen, Kupfer | Lage |              |            |      |
| Gondenau                       | Starkenburg                    | Schiefer, Blei, Zink, Kupfer; im Trarbacher Grubenfeld; auch Gündenau genannt; vor 1900 wohl nur Schieferabbau; 1928 bis 1949; 5 Stollen (Neue Tiefe Stollen, Wilhelm-, Ober- und Mittelstollen, Obersten Stollen), Förderschacht Trarbach 185 m Teufe; 5. Sohle auf 215 m; Gesamtförderung: 332.000 t Erz | Lage | 1807 (mind.) | 1949-11-07 |      |

### Verbandsgemeinde Wittlich-Land
| Name     | Ortsteil | Bergrevier       | Beginn | Ende | Teufe | Anmerkungen                        | Lage | Bild |
| -------- | -------- | ---------------- | ------ | ---- | ----- | ---------------------------------- | ---- | ---- |
| Helene   | Altrich  | Trier-St. Wendel |        |      |       | Erz?                               |      |      |
| Neuglück | Hasborn  | Trier-St. Wendel | 193*   | 1939 |       | Kupfer, Zink; südöstl. von Hasborn |      |      |